# Jazz (romanzo)
Jazz è un romanzo della scrittrice statunitense Toni Morrison, Premio Nobel per la letteratura nel 1993.
Buona parte della vicenda si svolge a Harlem negli anni Venti del novecento; ma il racconto va anche indietro nel tempo, nel sud degli Stati Uniti nella seconda metà del XIX secolo, attraverso flashback che esplorano le origini e il passato dei personaggi.
Jazz era l'opera più recente di Toni Morrison quando le fu assegnato il premio Nobel. Nel romanzo, "Morrison utilizza una tecnica simile a quella con cui la musica jazz viene eseguita... il risultato è un'immagine ricca, complessa e sensuale degli eventi, dei personaggi e delle atmosfere."

## Trama
La vicenda si svolge nel 1925-26 in una città che non è nominata ma è New York, e più precisamente a Harlem nella comunità nera. Joe e Violet Trace sono una coppia di cinquantenni ormai estraniati l'uno dall'altra. Joe si innamora di una diciottenne, Dorcas, e avvia una relazione con lei; ma dopo tre mesi la uccide. Violet al funerale tenta di sfregiare la salma, poi raccoglie informazioni sulla ragazza e scopre che viveva con una zia, Alice Manfred. Violet inizia a frequentare Alice e tra loro si sviluppa una sorta di amicizia senza calore. Joe, afflitto per la morte dell'amante, trascorre molto tempo in casa piangendo.
Nel racconto sono inseriti numerosi flashback che illustrano il passato dei personaggi. Joe e Violet sono entrambi originari della contea di Vesper in Virginia. Joe, figlio di ignoti, era stato allevato da un'altra famiglia. La famiglia di Violet era finita in miseria quando i bianchi le avevano tolto i suoi pochi beni; con il padre assente, la madre Rose Dear era caduta in depressione e la famiglia era stata salvata dalla nonna True Belle tornata da Baltimora. Joe e Violet si erano incontrati in una piantagione in cui svolgevano lavori agricoli e si erano sposati; in seguito, come molti altri neri in quel periodo, erano emigrati in città in cerca di una vita migliore. I genitori di Dorcas erano stati uccisi in un tumulto razziale e la giovane era stata allevata dalla zia Alice, vedova.
Nella seconda metà del romanzo una digressione segue le vicende passate di altri personaggi che hanno un legame con i primi. True Belle, la nonna di Violet, era nata schiava al servizio dei Gray, ricca famiglia della contea di Vesper, e accudiva la giovane Vera Louise. Costei aveva un amante nero, era rimasta incinta e aveva dato alla luce un bimbo biondo dalla pelle dorata, che era stato chiamato Golden. I genitori di Vera Louise, scandalizzati, avevano scacciato la figlia, che si era trasferita a Baltimora con il bambino e True Belle. Compiuti i diciotto anni, Golden era stato informato dalla madre che suo padre era un nero di nome Henry Lestory ed era partito per cercarlo. In viaggio si era imbattuto in un bosco in una giovane nera e l'aveva soccorsa, portandola nella baracca di Henry. La giovane, incinta, aveva partorito poco dopo, ed era poi tornata alla sua vita di selvaggia nei boschi; Henry inizialmente si era preso cura del bambino, che non era altri che Joe, e gli aveva insegnato a orientarsi nei boschi e a cacciare.
Nella parte finale si viene a sapere che Dorcas si era innamorata di un coetaneo e per questo aveva rotto con Joe, che quindi le aveva sparato. Felice, amica di Dorcas, visita i Trace e parla loro di Dorcas e delle circostanze della sua morte: Dorcas era solo ferita, ma aveva rifiutato di essere portata all'ospedale ed era morta dissanguata. Infine Joe e Violet si riconciliano.

## Personaggi
- Joe Trace, venditore porta a porta di cosmetici e assassino della sua giovane amante Dorcas.
- Violet Trace, parrucchiera senza licenza, moglie di Joe. Viene soprannominata "Violent" perché al funerale di Dorcas tenta di sfregiare la salma.
- Dorcas, la giovane amante di Joe, che poi le spara durante una festa. Dorcas è ispirata da un'immagine del The Harlem Book of the Dead (una raccolta di fotografie di funerali di James Van Der Zee).
- Malvonne Edwards, vicina dei Trace; Joe la convince a mettere a disposizione il suo appartamento per i suoi incontri con Dorcas.
- Alice Manfred, zia e tutrice di Dorcas. Donna religiosa che tenta di dare alla nipote un'educazione rigorosa e si vergogna del suo comportamento dissoluto. Alice inizia una insolita amicizia con Violet.
- Felice, amica di Dorcas, alla fine fa visita ai Trace in cerca di risposte.
- True Belle, nonna di Violet, passa buona parte della vita al servizio della ricca Vera Louise, madre di Golden Gray, e torna nella famiglia della figlia per salvarla dalle difficoltà.
- Vera Louise Gray, giovane donna bianca di famiglia ricca, ha una relazione con il nero Henry Lestory da cui nasce Golden, e per questo viene scacciata di casa dai genitori.
- Henry Lestory, noto anche come Hunter; amante di Vera Louise e padre di Golden Gray, insegna al giovane Joe a orientarsi nei boschi e a cacciare.
- Golden Gray,  giovane mezzosangue che ha un ruolo in entrambe le vite di Joe e Violet.

## Edizioni
- Toni Morrison, Jazz, traduzione di Franca Cavagnoli, collana Narrativa, Frassinelli, 1993,  p. 237, ISBN 9788876842436.